# 永岡克也
永岡 克也（ながおか かつや、1991年12月3日 - ）は、テレビ山口（tys）のアナウンサー。

## 経歴・人物
山口県山口市の出身であり1991年生まれ。2010年に山口県立山口高等学校卒業。2014年に立命館大学卒業。同年、テレビ山口に入社。同期入社に、大東和華子（2020年3月退社）がいる。
山口高等学校時代はテニス部に所属。
趣味はテニス、バイク、旅行。モットーはなんとかなる。

## 現在の担当番組
- tysニュース（主に金曜日昼を担当）
- mix - メインMC

## 過去の担当番組
- Tysスーパー編集局-スポーツキャスター
- 寄り道カフェパブロ - 2代目マスター
- やまぐち情報ワイド やるっチャ!
- tysニュースタイム- ここにチューモク（水曜）、キャスター（木曜・金曜）[3]
- スポーツ中継